# Дельфі Хелі
Дельфі Хелі (ісп. Delfí Geli, нар. 22 квітня 1969, Сальт) — іспанський футболіст, що грав на позиції захисника, флангового півзахисника.
Виступав, зокрема, за клуб «Атлетіко», а також національну збірну Іспанії.
Дворазовий володар Кубка Іспанії з футболу. Чемпіон Іспанії. 

## Клубна кар'єра
У дорослому футболі дебютував 1987 року виступами за команду клубу «Жирона», в якій провів два сезони, взявши участь у 30 матчах чемпіонату. 
Згодом з 1989 по 1994 рік грав у складі команд «Барселона Б», «Барселона» та «Альбасете». Протягом цих років виборов титул володаря Кубка Іспанії з футболу.
Своєю грою за останню команду привернув увагу представників тренерського штабу клубу «Атлетіко», до складу якого приєднався 1994 року. Відіграв за мадридський клуб наступні п'ять сезонів своєї ігрової кар'єри. Більшість часу, проведеного у складі «Атлетіко», був основним гравцем команди.
Протягом 1999—2003 років захищав кольори клубів «Альбасете» та «Алавес».
Завершив професійну ігрову кар'єру у клубі «Жирона», у складі якого вже виступав раніше. Прийшов до команди 2003 року, захищав її кольори до припинення виступів на професійному рівні у 2005 році.

## Виступи за збірні
У 1992 році дебютував в офіційних матчах у складі національної збірної Іспанії. Протягом кар'єри у національній команді, яка тривала усього 2 роки, провів у формі головної команди країни 4 матчі.

## Титули і досягнення

### Командні
- Володар Кубка Іспанії з футболу (2):

«Барселона»:  1989–90
«Атлетіко» (Мадрид):  1995–96
- Чемпіон Іспанії (1):

«Атлетіко» (Мадрид): 1995–96

### Особисті
- Футболіст року в Іспанії: 1991–92